# Ariosto da Riva
Ariosto da Riva (25 de novembro de 1915, Agudos — 25 de julho de 1992, Alta Floresta) foi um proprietário rural e garimpeiro paulista, concentrou suas atividades nas zonas rurais dos estados brasileiros de Mato Grosso e Mato Grosso do Sul. Ariosto foi considerado o "último bandeirante do século XX" por David Nasser, devido ao seu papel na colonização e fundação de diversas cidades.

## História
Ariosto da Riva nasceu em Agudos, interior de São Paulo, em 25 de novembro de 1915. Foi batizado com o nome de Batista Otoloni Ariosto da Riva, Era filho de pais italianos, Ludovico da Riva e Vitória Furlani da Riva. Seu pai era maestro e professor de música, e sua mãe dedicava-se totalmente aos trabalhos domésticos. Viveu com os pais até os 16 anos de idade, quando saiu para tentar a vida no garimpo de diamantes. Seu primeiro destino foi a região serrana do Espírito Santo, no município de Santa Teresa. De lá foi para Serra do Sincorá na Bahia, na Chapada Diamantina. Buscando diamantes, Ariosto foi para Diamantina, Minas Gerais. Sempre atrás da maior gema de diamante possível, foi para o rio Maú, na Amazônia, atualmente na divisa entre o estado de Roraima, a Guiana e a Venezuela. Nessa região conseguiu acumular capital por meio das pedras preciosas e adquiriu uma porção de terra em Diamantina e voltou para Minas Gerais. Com os ganhos de capital melhorando e a acumulação acontecendo, o bandeirante adquiriu uma pequena propriedade de 15 hectares em Marília, em São Paulo, que possuía cerca de 1 mil pés de café.
Mais tarde, trabalhando para o empresário Geremias Lunardelli, principal responsável pela colonização de boa parte do estado do Paraná, ele aprenderia os caminhos de sua definitiva profissão.
Com Lunardelli, o empresário aprendeu que “terra boa não tem distância” e já na década de 1950, começou sua primeira experiência como desbravador de terras. Com um grupo de amigos, Ariosto fundou Naviraí em 1952, município no atual estado do Mato Grosso do Sul. 
É acusado de fazer parte da expulsão de indígenas que viviam na terra Marãiwatsédé, em 1966 no Mato Grosso. Os indígenas foram relocados para o Parque do Xingu pelo governo federal com apoio da Funai e dos padres salesianos, liderados por Mario Panziera. Foi ocupada uma área que já chegou a ter 1,7 milhão de hectares, formando a Fazenda Suiá-Missu.
Em sua primeira experiência, muitas dúvidas e conflitos com indígenas, fizeram Ariosto reavaliar seus projetos na região sul de Mato Grosso. Dirigiu-se então para São Félix do Araguaia, onde permaneceu por pouco tempo. Logo o solo se mostrou impróprio para a agricultura, a base do sonho da colonização.
Na década de 1970, comprou 418 mil hectares de terra de uma empresa do Rio de Janeiro, por um preço razoavelmente baixo, pois ninguém se atrevia a pensar em desbravar estas terras, onde não havia nenhum acesso terrestre, aéreo ou marítimo. 
O Governo Federal do Brasil através de uma licitação, passou para o colonizador mais 400 mil hectares como incentivo ao desenvolvimento da região norte de Mato Grosso. Em 5 de outubro de 1973, Ariosto assinou a escritura dos 400 mil hectares adquiridos e que deram origem aos municípios de Alta Floresta, Paranaíta e Apiacás, no norte de Mato Grosso.
Dessa iniciativa, surgiu a Integração, Desenvolvimento e Colonização (INDECO), empresa montada para iniciar o desbravamento e a atrair colonos do sudeste e sul do Brasil, maioria do Paraná e de São Paulo.
Em 19 de maio de 1976, fundou a cidade de Alta Floresta, com o propósito de ter uma economia baseada na agricultura. O município foi instalado três anos depois, em 18 de dezembro de 1979, tendo Wanderley Alves Pereira (PDS) nomeado pelo governador Frederico Campos (PDS) como seu primeiro prefeito.

### Família
Em Diamantina, Minas Gerais, casou-se com a professora Helena e lá nasceram seus quatro filhos: Ludovico, Vitória, Marília e Vicente. 
Ludovico da Riva Neto, no momento em que era candidato ao Governo de Mato Grosso pelo Partido Democrático Social (PDS), faleceu num acidente aéreo no município de Alto Araguaia, ano de 1990.
Vitória Da Riva é mundialmente reconhecida por seu trabalho em conservação. É proprietária do Cristalino Jungle Lodge 
Vicente Da Riva foi prefeito do Município entre 1996 a 2000 e atualmente tem uma fazenda de pecuária sustentável em Carlinda. 

## Morte
Na madrugada de 25 de julho de 1992, aos, 76 anos, falece vítima de um enfarte agudo do miocárdio, no município de Alta Floresta. De seus descendentes, restaram três após sua morte: Vicente da Riva, Marília da Riva e Vitória da Riva.

## Homenagens

### Mato Grosso
- Lei nº 1579/2007,[11] sua data de nascimento é lembrada pelo "Dia do Pioneiro" em Alta Floresta.[12]

### Mato Grosso do Sul
- Aeroporto Ariosto da Riva — Naviraí